# Teledipendenza
La teledipendenza è una forma di dipendenza psicologica in cui si rileva una compulsione del soggetto nel guardare la televisione: la compulsione può essere estremamente difficile da controllare e può sfociare in situazioni di disordine psicosomatico, con sintomi sia di tipo psico-cognitivo, che fisiologico e comportamentale.
Principali segnali della teledipendenza:
- l'uso (abuso) esclusivo (senza nel frattempo svolgere altre funzioni) della TV per più di 3 ore al giorno;
- diminuzione o assenza di attività di svago alternative alla TV;
- diminuzione dei rapporti sociali, con apatia di fronte ad inviti allettanti, ma non percepiti come tali dal soggetto teledipendente, e sostituzione della comunicazione familiare con la visione dei programmi TV, durante la quale non si tollera l'interferenza e il commento;
- nessuna capacità critica e passività mentale di fronte ai contenuti diffusi dal mezzo TV;
- confusione tra realtà e descrizione della realtà da parte della televisione, con accettazione di quanto detto dalla TV come realtà assoluta e superiore (ricorrenti affermazioni di certezze, durante le conversazioni, testimoniate da frasi come "l'hanno detto alla TV!");
- eccessiva euforia o esaltazione durante lo svolgimento dei programmi televisivi preferiti;
- crisi di astinenza compulsiva, irritabilità e agitazione ansiosa, nel momento in cui viene a mancare la disponibilità della TV o si tenta di resistere all'impulso di accenderla;
- desiderio di acquistare i prodotti pubblicizzati attraverso il mezzo televisivo;
- preoccupazione abnorme e ricorrente associata a notizie apprese in televisione.

## Galleria d'immagini

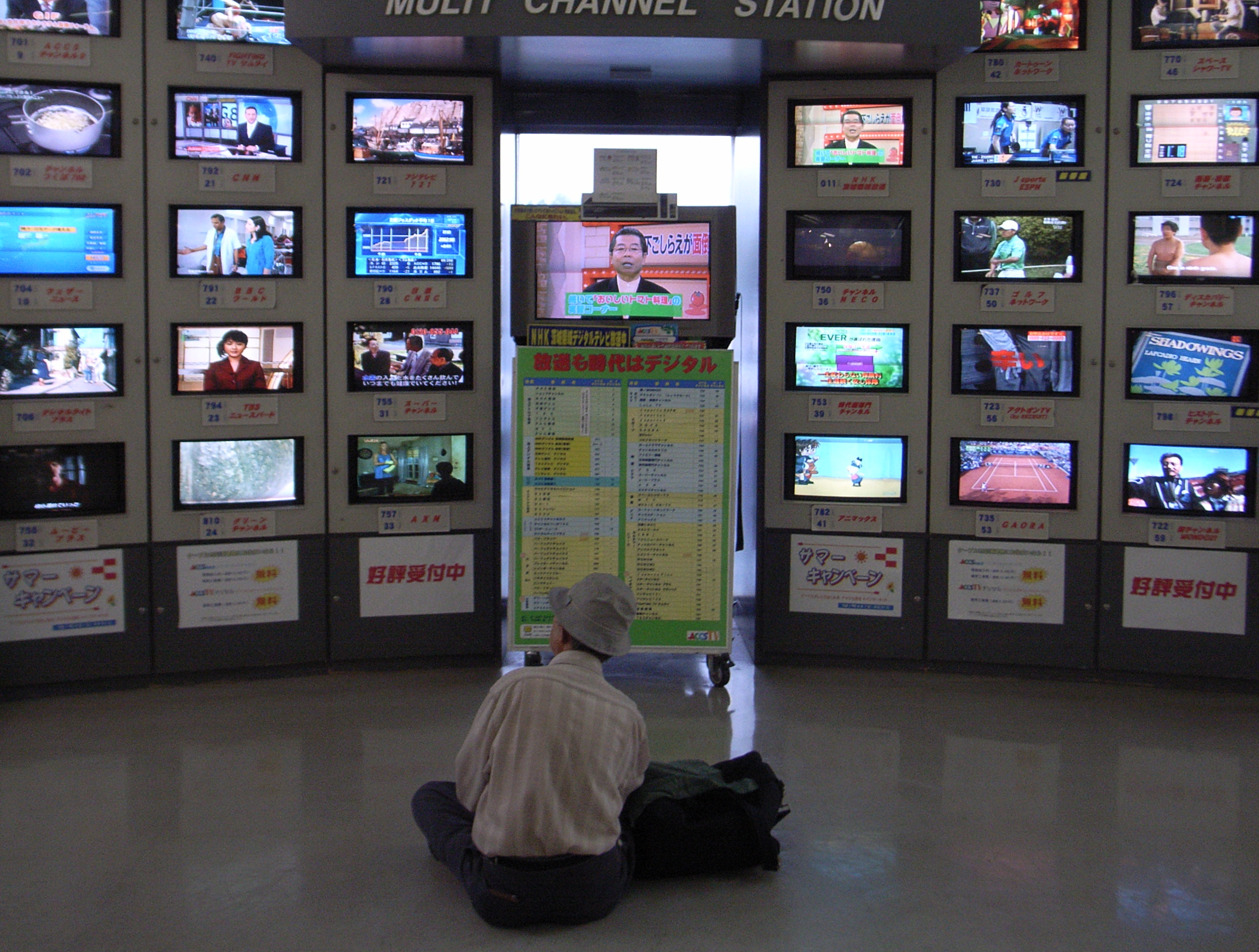
La molteplicità di programmi offerti agli spettatori è un vantaggio ma anche una fonte di frustrazione (qui nella foto: 6 giugno 2007 in Giappone).
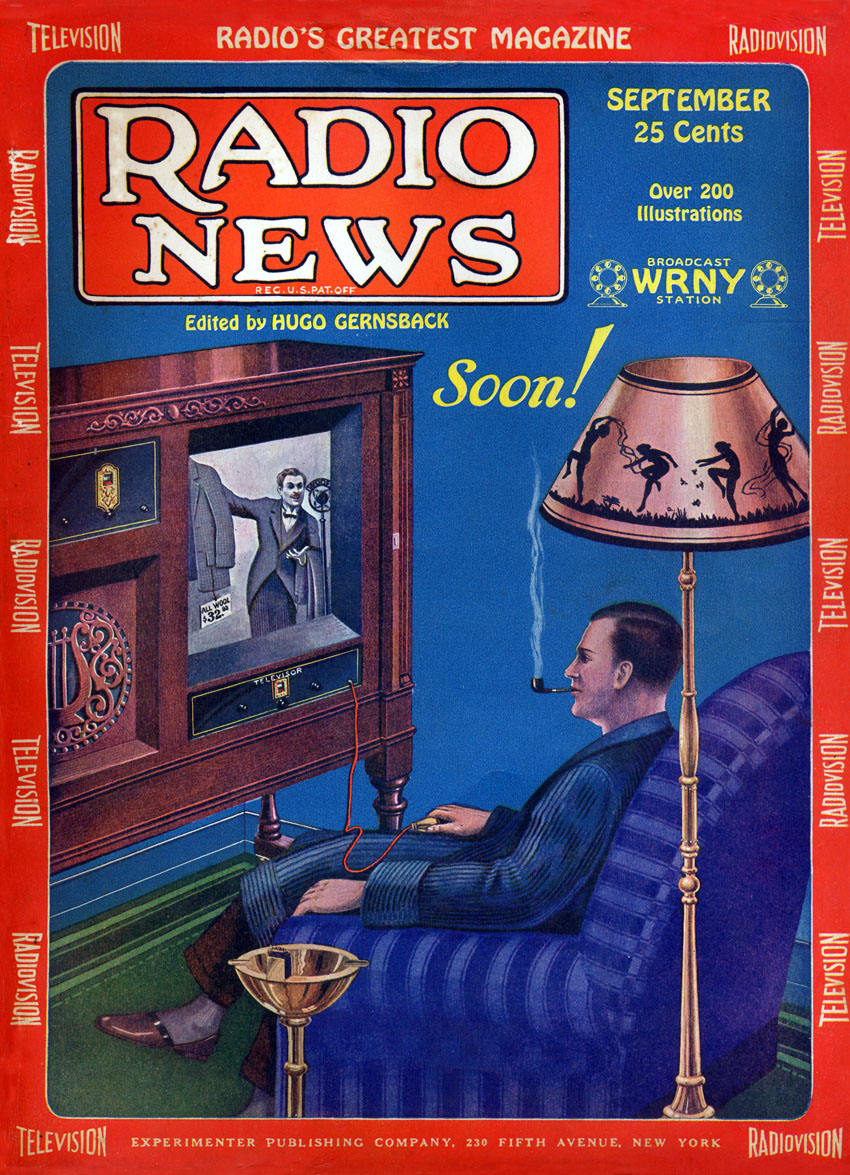
Nel 1928, questa copertina presenta la televisione del prossimo futuro come vettore commerciale (qui vende vestiti).
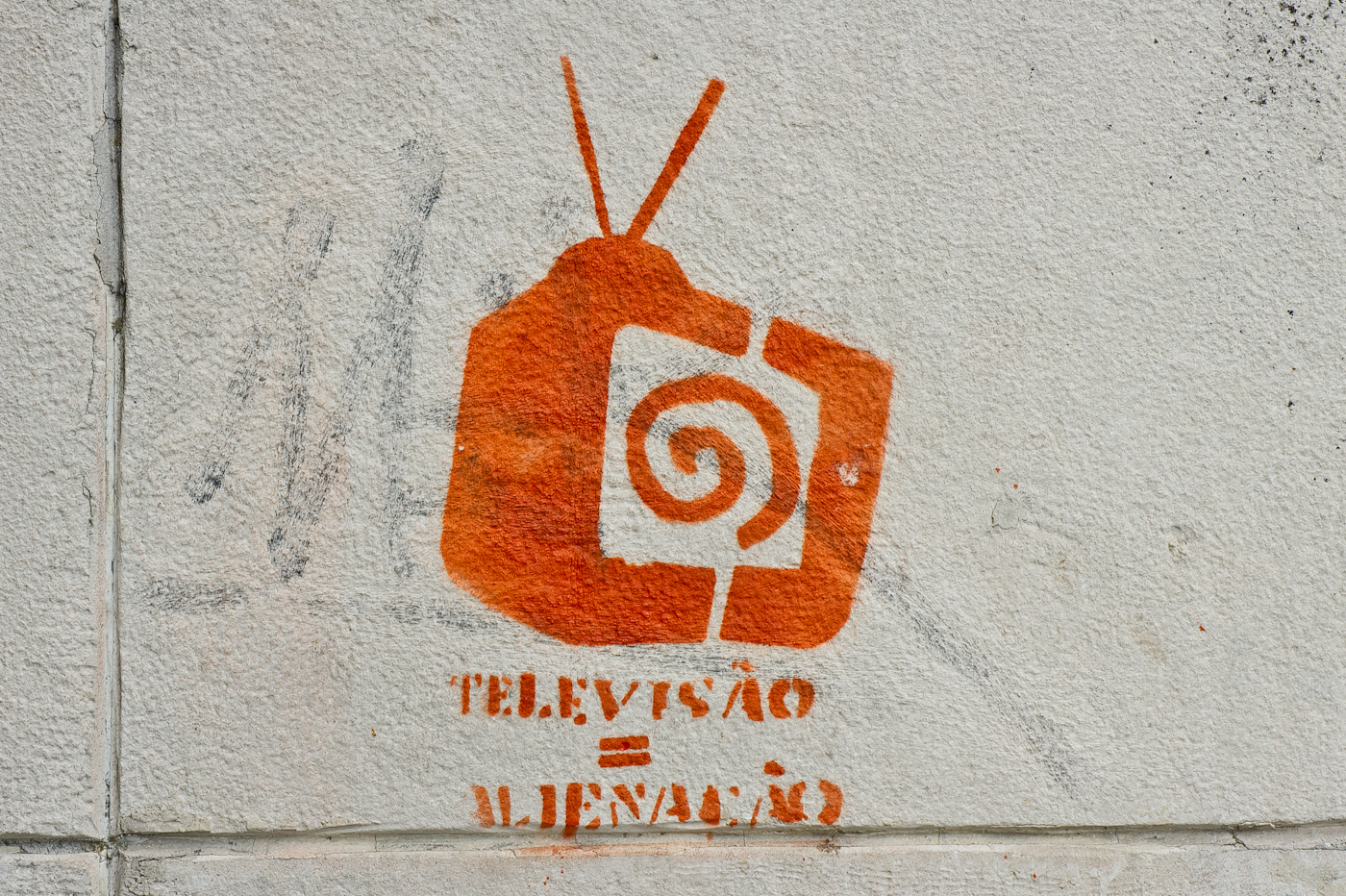
Messaggio associato al simbolo grafico: Televisione = alienazione
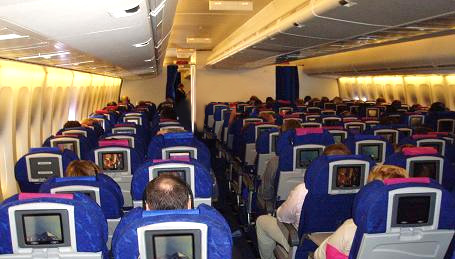
La televisione o il cinema hanno virtù calmanti o aiutano a passare il tempo. In questo contesto (uso temporaneo), non crea dipendenza a priori